# Andrzej Zieliński (minister łączności)
Andrzej Zieliński (ur. 24 grudnia 1934 w Mokobodach, zm. 14 września 2024) – polski inżynier, wykładowca akademicki, w latach 1993–1997 minister łączności, w 2005 członek Krajowej Rady Radiofonii i Telewizji.

## Życiorys
W 1959 ukończył w studia na Wydziale Łączności Politechniki Warszawskiej. W 1966 obronił doktorat. W 1979 uzyskał tytuł profesorski w zakresie nauk technicznych. Przez wiele lat pracował na Politechnice Warszawskiej, kolejno jako asystent, starszy asystent, adiunkt i docent na Wydziale Elektroniki. W latach 1969–1970 pełnił funkcję prodziekana tego wydziału. Od 1970 do 1980 i ponownie w latach 1981–1993 kierował Instytutem Łączności w Warszawie. Został też członkiem Komitetu Elektroniki i Telekomunikacji Polskiej Akademii Nauk. Był członkiem Akademii Inżynierskiej w Polsce.
Opublikował kilkadziesiąt prac naukowych, w tym podręczników akademickich. Był także autorem kilku patentów. Był wiceprezesem Naczelnej Organizacji Technicznej oraz wiceprzewodniczącym Stowarzyszenia Elektryków Polskich. Od 1954 do 1990 należał do Polskiej Zjednoczonej Partii Robotniczej.
Od października 1993 do października 1997 z rekomendacji Polskiego Stronnictwa Ludowego pełnił funkcję ministra łączności w trzech rządach koalicji SLD-PSL: Waldemara Pawlaka, Józefa Oleksego i Włodzimierza Cimoszewicza. W latach 2002–2005 zasiadał w radzie nadzorczej Telewizji Polskiej. W maju 2005 został wybrany przez Sejm na członka Krajowej Rady Radiofonii i Telewizji z rekomendacji PSL i SDPL, stanowisko to zajmował do grudnia 2005.
Był krótkofalowcem (posiadał znak SP5LVV); w latach 1980–1985 przewodniczył Polskiemu Związkowi Krótkofalowców.